# The Ashes 2013
Il The Ashes 2013 è stata la 67ª edizione del prestigioso The Ashes di cricket. La serie di 5 partite si è disputata in Inghilterra tra il 10 luglio e il 25 agosto 2013. Le due squadre hanno eseguito un tour per l'Inghilterra che è partito dalla città di Nottingham e che ha toccato Londra (al Lord's), Manchester, Chester-le-Street per poi tornare a Londra (al The Oval stavolta). La serie è inserita all'interno di un più vasto tour che la selezione australiana ha effettuato nei paesi britannici; erano infatti previsti anche 5 One Day International e 2 Twenty20 tra Inghilterra e Australia e 4 First Class Match tra la selezione australiana e squadre locali.

## Ashes Series

### Test 1: Nottingham, 10-14 luglio 2013
| Data              | Luogo                                |             |           | Risultato            |
| ----------------- | ------------------------------------ | ----------- | --------- | -------------------- |
| 10-14 luglio 2013 | Trent Bridge Nottingham, Inghilterra | Inghilterra | Australia | ENG vince di 14 runs |

| Innings | In battuta  | Al lancio   | Risultato                 | Note |
| ------- | ----------- | ----------- | ------------------------- | ---- |
| I       | Inghilterra | Australia   | 215/all out (59 overs)    |      |
| II      | Australia   | Inghilterra | 280/all out (64.5 overs)  |      |
| III     | Inghilterra | Australia   | 375/all out (149.5 overs) |      |
| IV      | Australia   | Inghilterra | 296/all out (110.5 overs) |      |

### Test 2: Londra, 18-22 luglio 2013
| Data              | Luogo                                     |             |           | Risultato             |
| ----------------- | ----------------------------------------- | ----------- | --------- | --------------------- |
| 18-22 luglio 2013 | Lord's Cricket Ground Londra, Inghilterra | Inghilterra | Australia | ENG vince di 347 runs |

| Innings | In battuta  | Al lancio   | Risultato                 | Note          |
| ------- | ----------- | ----------- | ------------------------- | ------------- |
| I       | Inghilterra | Australia   | 361/all out (100.1 overs) |               |
| II      | Australia   | Inghilterra | 128/all out (53.3 overs)  |               |
| III     | Inghilterra | Australia   | 349/7 (114.1 overs)       | Dichiarazione |
| IV      | Australia   | Inghilterra | 235/all out (90.3 overs)  |               |

### Test 3: Manchester, 1-5 agosto 2013
| Data            | Luogo                                               |           |             | Risultato |
| --------------- | --------------------------------------------------- | --------- | ----------- | --------- |
| 1-5 agosto 2013 | Old Trafford Cricket Ground Manchester, Inghilterra | Australia | Inghilterra | DRAW      |

| Innings | In battuta  | Al lancio   | Risultato                 | Note                                                                    |
| ------- | ----------- | ----------- | ------------------------- | ----------------------------------------------------------------------- |
| I       | Australia   | Inghilterra | 527/7 (146 overs)         | Dichiarazione                                                           |
| II      | Inghilterra | Australia   | 368/all out (139.3 overs) |                                                                         |
| III     | Australia   | Inghilterra | 172/7 (36 overs)          | Dichiarazione                                                           |
| IV      | Inghilterra | Australia   | 37/3 (20.3 overs)         | Esauriti i 5 giorni di gioco (ultimo giorno condizionato dalla pioggia) |

### Test 4: Chester-le-Street, 9-13 agosto 2013
| Data             | Luogo                                           |             |           | Risultato            |
| ---------------- | ----------------------------------------------- | ----------- | --------- | -------------------- |
| 9-13 agosto 2013 | Riverside Ground Chester-le-Street, Inghilterra | Inghilterra | Australia | ENG vince di 74 runs |

| Innings | In battuta  | Al lancio   | Risultato                | Note |
| ------- | ----------- | ----------- | ------------------------ | ---- |
| I       | Inghilterra | Australia   | 238/all out (92 overs)   |      |
| II      | Australia   | Inghilterra | 270/all out (89.3 overs) |      |
| III     | Inghilterra | Australia   | 330/all out (95.1 overs) |      |
| IV      | Australia   | Inghilterra | 224/all out (68.3 overs) |      |

### Test 5: Londra, 21-25 agosto 2013
| Data              | Luogo                        |           |             | Risultato |
| ----------------- | ---------------------------- | --------- | ----------- | --------- |
| 21-25 agosto 2013 | The Oval Londra, Inghilterra | Australia | Inghilterra | DRAW      |

| Innings | In battuta  | Al lancio   | Risultato                 | Note                                                                             |
| ------- | ----------- | ----------- | ------------------------- | -------------------------------------------------------------------------------- |
| I       | Australia   | Inghilterra | 492/9 (128.5 overs)       | Dichiarazione                                                                    |
| II      | Inghilterra | Australia   | 377/all out (144.4 overs) |                                                                                  |
| III     | Australia   | Inghilterra | 111/6 (23 overs)          | Dichiarazione                                                                    |
| IV      | Inghilterra | Australia   | 206/5 (40 overs)          | Esauriti i 5 giorni di gioco (second e quarto giorno condizionati dalla pioggia) |